# كلارك رولينز
كلارك رولينز هو سياسي كندي، ولد في 14 أكتوبر 1912 في Wollaston, Ontario ‏ في كندا، وتوفي في 25 نوفمبر 1996 في بانكروفت ‏ في كندا. نشط حزبياً في حزب أونتاريو المحافظ التقدمي. وقد انتخب عضو برلمان مقاطعة أونتاريو ‏.